# 不安の中に手を突っ込んで
『不安の中に手を突っ込んで』（ふあんのなかにてをつっこんで）は槇原敬之の17枚目のスタジオ・アルバム。2010年6月30日にJ-moreより発売。

## 概要
『Personal Soundtracks』から1年8か月ぶり。ゴスペラーズ、東京スカパラダイスオーケストラがゲスト参加。2010年は、デビュー20周年ベスト・アルバムの『Best LOVE』『Best LIFE』と合わせて計3枚のアルバムをリリースした。

## トラックリスト
| 全作詞・作曲: 槇原敬之、全編曲: 槇原敬之（10・東京スカパラダイスオーケストラ）。 |                                                |          |            |      |
| #                                                                                | タイトル                                       | 作詞     | 作曲・編曲 | 時間 |
| 1.                                                                               | 「夜空にピース」                               | 槇原敬之 | 槇原敬之   | 4:30 |
| 2.                                                                               | 「幸せの鍵を胸に」                             | 槇原敬之 | 槇原敬之   | 4:35 |
| 3.                                                                               | 「冬のコインランドリー」                       | 槇原敬之 | 槇原敬之   | 5:48 |
| 4.                                                                               | 「ビオラは歌う」                               | 槇原敬之 | 槇原敬之   | 2:54 |
| 5.                                                                               | 「フルサト」                                   | 槇原敬之 | 槇原敬之   | 4:49 |
| 6.                                                                               | 「YOU GOTTA BE」                               | 槇原敬之 | 槇原敬之   | 3:58 |
| 7.                                                                               | 「不安の中に手を突っ込んで」                   | 槇原敬之 | 槇原敬之   | 5:39 |
| 8.                                                                               | 「ムゲンノカナタヘ～To infinity and beyond～」 | 槇原敬之 | 槇原敬之   | 4:40 |
| 9.                                                                               | 「In love again?」                             | 槇原敬之 | 槇原敬之   | 5:36 |
| 10.                                                                              | 「おさらばだ」                                 | 槇原敬之 | 槇原敬之   | 4:46 |
| 合計時間:                                                                        | 合計時間:                                      | 47:15    |            |      |

## 収録曲
1. 夜空にピース
  - MVも制作。
2. 幸せの鍵を胸に
3. 冬のコインランドリー
  - 「ムゲンノカナタヘ〜To infinity and beyond〜」カップリング曲。
4. ビオラは歌う
  - ヴィオリストの須田祥子がカバー[1]。
5. フルサト
  - 夏川りみ提供曲セルフカバー。
  - 歌詞が「私」を「僕」、「あなた」を「君」に書き直している。
  - 日本郵便CMソング。
6. YOU GOTTA BE
  - 作詞・作曲：デズリー
7. 不安の中に手を突っ込んで
  - ゴスペラーズの村上てつやと北山陽一、加藤いづみがコーラス参加。
  - 初の本人以外の正式コーラス音[2]。
  - 『本日ハ晴天ナリ』以来のアルバム表題曲。
8. ムゲンノカナタヘ〜To infinity and beyond〜
  - 40枚目のシングル。
9. In love again?
  - テーマは「40歳のおっさんの恋」[3]。
10. おさらばだ
  - 37thシングル「お元気で!」を改詞したセルフカバー。
  - 編曲・演奏に東京スカパラダイスオーケストラが参加。

## 演奏
- 佐橋佳幸
  - Acoustic Guitar (#2.3.5.8)
  - Electric Guitar (#2.6.8.9)
  - Electric Sitar (#2)
  - Gut Guitar (#3.5)
  - Mandolin, Bouzouki (#6)
- 松本圭司：Piano (#2)
- 屋敷豪太：Drums (#2.6.7)
- 大石真理恵
  - Conga (#2.6.7)
  - Darbukka, Tambourine, Shaker (#2)
  - Djembe, Cowbell, Boran (#6)
  - Vibraslap (#7)
- 吉田翔平：Viola (#4)
- Tomi Yo：Strings Arrangement (#6.7.9)
- 吉田宇宙ストリングス：Strings (#6.7.9)
- 石成正人
  - Acoustic Guitar (#6)
  - Electric Guitar (#7)
- 川崎哲平：Bass (#6.7)
- 今井マサキ、加藤いづみ、渡部沙智子：Chorus & Hand Clap (#6.7)
- 村上てつや・北山陽一 (ゴスペラーズ)
  - Hand Clap (#6.7)
  - Chorus (#7)
- 村田陽一：Trombone, Brass Arrangement (#9)
- 西村浩二：Trumpet (#9)
- 山本拓夫：Sax (#9)
- 東京スカパラダイスオーケストラ：Arrangement & Performance (#10)
- NARGO：Trumpet (#10)
- 北原雅彦：Trombone, Horn Arrangement (#10)
- GAMO：Tenor Sax (#10)
- 谷中敦：Baritone Sax (#10)
- 沖祐市：Keyboards (#10)
- 川上つよし：Bass (#10)
- 加藤隆志：Guitar (#10)
- 大森はじめ：Percussion (#10)
- 茂木欣一：Drums (#10)

## タイアップ
夜空にピース
- メ～テレ系「キングコングのあるコトないコト」エンディングテーマ

幸せの鍵を胸に
- LIXIL住宅研究所「アイフルホーム」CMソング

ビオラは歌う
- NHK「みんなのうた」2010年6・7月オンエア曲

フルサト
- 郵便事業（日本郵便）企業CMソング

ムゲンノカナタヘ～To infinity and beyond～
- TBS系「世界・ふしぎ発見!」エンディングテーマ
- BeeTVドラマ「30ハケン女が就職する方法」主題歌。